# Вуликич, Стипе
Стипе Вуликич (хорв. Stipe Vulikić; родился 23 января 2001 года, Сплит, Хорватия) — хорватский футболист, защитник итальянского футбольного клуба «Перуджа».

## Клубная карьера
Стипе Вуликич — воспитанник сплитского клуба «Хайдук» и «Солин». За последних дебютировал 17 августа 2019 года в матче 1-го тура Второй лиги против «Хрватски Драговоляц», где забил гол. Всего за клуб сыграл 37 матчей, где забил 1 мяч.
13 июля 2021 года перешёл в «Хрватски Драговоляц». За клуб дебютировал в матче против «Динамо (Загреб)». В общей сложности за «Хрватски Драговоляц» сыграл 30 игр.
13 июля 2022 года на правах аренды перешёл в «Перуджу». Свой дебютный матч Вуликич провёл против «Кальяри» в кубке Италии. В Серии B свой первый матч провёл 3 сентября в 4-м туре против «Брешиа». 3 июля перешёл в «Перуджу» на постоянной основе.

## Карьера в сборной
За сборные Хорватии до 19 и 20 сыграл 4 матча.